# Сплошная рубка

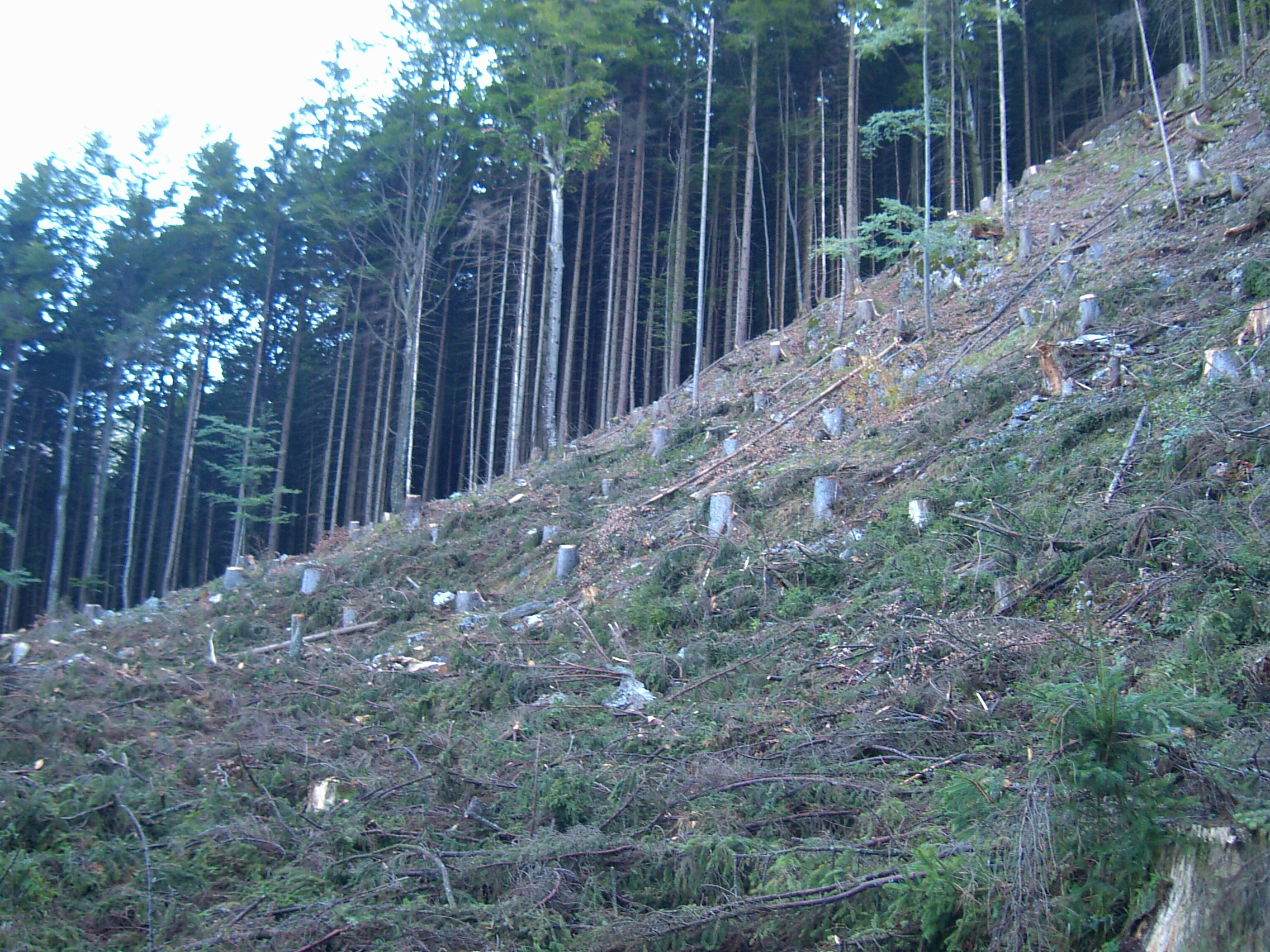
Сплошная рубка в Баварских Альпах

Сплошная рубка — рубка главного пользования, при которой весь древостой на лесосеке вырубают в один приём. Выделяются виды сплошных рубок: с предварительным и последующим естественным и искусственным лесовозобновлением.
Понятие сплошная вырубка обозначает в лесном хозяйстве площадь, на которой все деревья планомерно вырубаются в один или несколько с короткими интервалами приёмов. 
Сплошная рубка показана для омоложения светолюбивых пород деревьев, таких как дуб, сосна, берёза, лиственница и др.